# برقوق مجفف

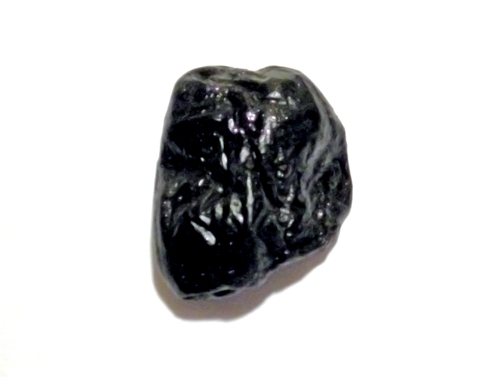
ثمرة من البرقوق المجفف

البرقوق المجفف أو الخَوخ المُجفف أو القَراصيا (بالإنجليزية: Prune)‏ هو ثمار بعض أنواع الفصيلة الوردية وخاصة الخوخ الشائع.

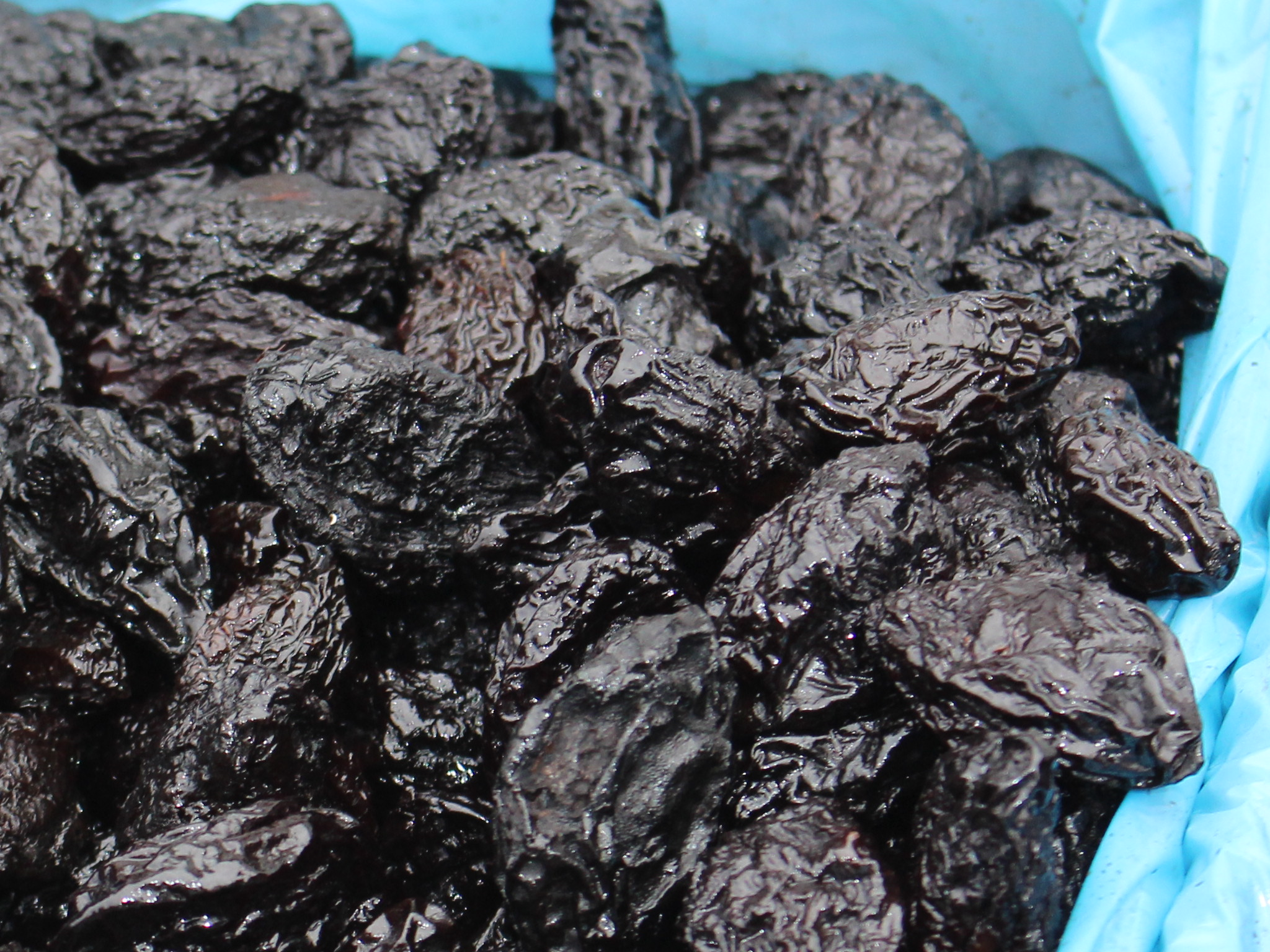
ثمار البرقوق المجفف

## المعلومات الغذائية
| العنصر الغذائي | الكمية | الوحدة          |
| -------------- | ------ | --------------- |
| ماء            | 30.92  | غرام            |
| بروتين         | 2.18   | غرام            |
| طاقة           | 240    | سعرة حرارية     |
| دهون           | 0.38   | غرام            |
| كربوهيدرات     | 63.88  | غرام            |
| ألياف غذائية   | 7.1    | غرام            |
| كالسيوم        | 43     | ملغرام          |
| مغنيسيوم       | 41     | ملغرام          |
| بوتاسيوم       | 732    | ملغرام          |
| صوديوم         | 2      | ملغرام          |
| حديد           | 0.93   | ملغرام          |
| مغنيز          | 0.299  | ملغرام          |
| فسفور          | 69     | ملغرام          |
| نحاس           | 0.281  | ملغرام          |
| زنك            | 0.44   | ملغرام          |
| فيتامين أ      | 781    | وحدة دولية (IU) |
| فيتامين بـ5    | 0.422  | ملغرام          |
| فيتامين بـ6    | 0.205  | ملغرام          |
| فيتامين بـ12   | 0      | ميكروغرام       |
| فيتامين سي     | 0.6    | ملغرام          |
| فيتامين د      | 0      | ميكروغرام       |
| فيتامين هـ     | 0.43   | ملغرام          |
| فيتامين ك      | 59.5   | ميكروغرام       |
| حمض الفوليك    | 4      | ميكروغرام       |
| سيلينيوم       | 0.3    | ميكروغرام       |
| ثيامين         | 0.51   | ملغرام          |
| نياسين         | 1.882  | ملغرام          |

## الفوائد الصحية
الخوخ المجفف صحي ومغذٍ، فينبغي إضافته إلى النظام الغذائي وتناوله باعتدال وانتظام، ومن فوائده:
- حماية الأمعاء وتحسين الهضم.
- تحسين صحة العظام والعضلات والوقاية من هشاشة العظام وارتشافها.
- يساعد على الشعور بالشبع، مما يقلل تناول الطعام، وبالتالي يساعد في السيطرة على العديد من الأمراض، مثل السمنة.
- يساعد على الوقاية من الإمساك، ويُعتبَر علاجاً له أيضاً.
- تحسين امتصاص الحديد؛ نظراً لاحتوائه على فيتامين سي.
- يساعد على الحفاظ على توازن مستويات السكر في الدم، وبالتالي يمكن أن يقي من مرض السكري والسمنة.
- قد يساعد في الوقاية من سرطان القولون.

بالإضافة إلى أن تناول الخوخ المجفف لا يسبب ارتفاعاً كبيراً في الأنسولين وجلوكوز الدم.

## الاستعمالات في الأطعمة
يمكن استعمال الخوخ المجفف (بعد هَرسه) في العديد من الأطعمة والأطباق. مثلاً تستطيع استبدال السكريات والدهون به، ويمكن إضافته للمعجنات والكعك لإضافة نكهة حلوة، وأيضاً مع أطباق اللحم المفروم وفي حَشوات الدجاج.

## وصلات خارجية
- القراصيا وفوائدها